# São João Evangelista

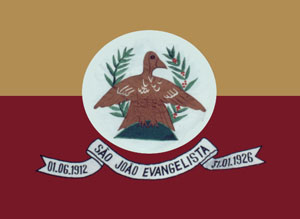

São João Evangelista est une municipalité brésilienne de l'État du Minas Gerais et la Microrégion de Guanhães.